# Petruskerk (Spankeren)
De Petruskerk in de Gelderse plaats Spankeren is een in 19e-eeuwse zaalkerk met een middeleeuwse toren.
De huidige kerk werd aan het begin van de 19e eeuw gebouwd ter vervanging van de middeleeuwse kerk op die plaats. De kerk was oorspronkelijk gewijd aan Petrus. De oude, uit de 12e eeuw daterende, kerktoren bleef gespaard. Wel werd de derde geleding van de toren verhoogd en van een torenspits voorzien. De beide onderste geledingen van de toren zijn het oudste deel van de kerk. Zij dateren uit de 12e eeuw en zijn gemaakt van tufsteen. De derde geleding van de toren werd waarschijnlijk halverwege de 16e eeuw aan de toren toegevoegd.
De kerk is erkend als rijksmonument en werd in 1970 ingeschreven in het monumentenregister.